# I Love Serge
Albums de Serge Gainsbourg
Le Zénith de Gainsbourg
(1989) Aux Armes et Cætera - Dub Style
(2003)
I Love Serge sous titré electronicagainsbourg est un album hommage à Serge Gainsbourg paru en 2001 pour l'anniversaire des 10 ans de sa mort et composé de remixes electronica réalisé par plusieurs artistes représentatifs du mouvement. Direction artistique: OK Fred Entertainment (Charly & Fred Forin, Marc Linet).
L'album s'est classé trois semaines au Top Albums et atteint la 108e place.

## Liste des titres
| No  | Titre                     | Remixé par                  | Durée |
| --- | ------------------------- | --------------------------- | ----- |
| 1.  | Ballade De Melody Nelson  | Howie B                     |       |
| 2.  | Là-Bas C'est Naturel      | Faze Action                 |       |
| 3.  | Love On The Beat          | Krikor & W.A.R.R.I.O.       |       |
| 4.  | Bonnie & Clyde            | Herbert                     |       |
| 5.  | No Comment                | Dax Riders                  |       |
| 6.  | Sea, Sex & Sun            | Demon Ritchie               |       |
| 7.  | Lola Rastaquouère         | Chateau Flight              |       |
| 8.  | Aéroplanes                | Readymade                   |       |
| 9.  | Marabout                  | Bob Sinclar                 |       |
| 10. | Five Easy Pisseuses       | OGM                         |       |
| 11. | Requiem Pour Un Con       | The Orb                     |       |
| 12. | L'hôtel Particulier       | Stratus                     |       |
| 13. | Je T'Aime... Moi Non Plus | Dzihan & Kamien             |       |
| 14. | New York-U.S.A.           | Snooze aka Dominique Dalcan |       |